# Michael Silva
Michael Andrés Silva Torres (* 12. März 1988 in Valparaíso) ist ein chilenischer Fußballspieler. Der Stürmer wurde Dritter bei der Junioren-Fußballweltmeisterschaft 2007 in Kanada.

## Karriere

### Verein
Michael Silva begann seine Fußballkarriere im Alter von sechs Jahren bei de Santiago Wanderers. Mit 15 Jahren wurde er von Trainer Yuri Fernández in die erste Mannschaft berufen und gab im Juni 2004 gegen Unión San Felipe sein Profidebüt. 2007 wechselte er zum CF Atlante nach Mexiko, wurde jedoch an den Club León in die zweite Liga ausgeliehen. 2008 kehrte er nach Chile zurück und spielte zunächst für Provincial Osorno, bevor er im zweiten Halbjahr für die Atlante-Reserve, die Potros Neza, auflief. 2009 folgte ein erneuter Leihwechsel zum CD Cobreloa, wo er trotz einer schwachen Teamleistung überzeugte. Nach der Saison plante Trainer Raúl Toro mit ihm, doch finanzielle Probleme verhinderten den Verbleib.
Ende 2009 unterschrieb Silva überraschend bei seinem Jugendklub, den Santiago Wanderers, zeigte jedoch inkonstante Leistungen und wechselte 2013 zu Deportes Antofagasta, nachdem sein Vertrag bei den Wanderers nicht verlängert worden war. Im Jahr 2014 schloss er sich Unión La Calera an und spielte zwei Jahre für seinen neuen Klub. Danach spielte er kaum länger als ein Jahr für einen Klub und spielte so von 2016 bis 2022 für sechs verschiedene Teams aus der Primera B. Nach einem halben Jahr ohne Verein unterschrieb der Offensivakteur im Juni 2023 einen Vertrag bei San Antonio Unido in der Segunda División, der bis zum Saisonende gültig war.

### Nationalmannschaft
Silva stand bereits im Alter von 15 Jahren im Nationalkader der chilenischen U15-Nationalmannschaft zur Südamerikameisterschaft 2004 in Paraguay und nahm an der Vorbereitung der U17-Nationalmannschaft zur Südamerikameisterschaft 2005 in Venezuela teil.
Für die U20-Nationalmannschaft bestritt er zwei Turnierpartien bei der Junioren-Fußballweltmeisterschaft 2007 in Kanada und belegte mit Chile den dritten Platz.